# Arandis
Arandis è un centro abitato della Namibia, situato nella Regione degli Erongo. Ha 5726 abitanti (dati 2023)
La località è un importante centro di estrazione mineraria dell'uranio.

## Storia
Nel 1978, inizialmente, la città era stata fondata per i lavoratori della Rossing Uranium. Nel 1994 ottenne lo status di città.